# 中国男子篮球职业联赛
中国男子篮球职业联赛是由中国篮球协会所主办的跨年度主客场制篮球联赛，联赛为中華人民共和国最高等级的篮球职业联赛，英文是Chinese Basketball Association（中国篮球协会），縮寫為CBA，中文媒体上也多用CBA来称呼这些联赛。联赛在1995-96赛季由555香烟取得联赛的冠名权，1996-97赛季到2000-01赛季为希尔顿中国男子篮球甲级联赛，之后摩托罗拉和联通新时空分别取得过联赛的冠名权，联赛在2005年正式更名为现在的中国男子篮球职业联赛。
联赛自每年的10月或11月开始至次年的4月左右结束，长度和美国的NBA相仿，2001年曾吸收了台湾的新浪籃球隊，2002年香港的香港飞龙队也曾参加联赛，目前联赛的球队数目为20支。联赛2005年从中国篮球甲级联赛正式更名为现在的中国男子篮球职业联赛，联赛的规模、管理、运作和受关注程度都堪称是中国最好最规范的职业联赛。
2005-06赛季前，中国篮球管理中心引入采用准入制度，给各俱乐部出具了篮球职业联赛准入资格要求，也就是所谓的29条军规。内容涉及俱乐部制度、机构设置、比赛场馆设施、财务制度、参赛保证金、球队建设等12个方面。准入制最核心部分就是俱乐部必须提供2000万元人民币注册资金及700万元人民币参赛保证金，而700万元保证金可以由200万元现金和500万元的固定资产组成。

## 联赛规则
中国男子篮球职业联赛与FIBA的篮球规则有些許不同点，而這些相異處則是仿效NBA：
- 比赛分为四节，每节12分钟，而非上下半场各20分钟或4节各10分钟。
- 队员犯规6次将被罚出场，而非5次。
- 在第四节增加了20秒短暂停。
- 队员球衣号码并不局限于4～15，队员号码可以选择0—55号。但近年来已经放开选择号码，球员可以在0-00之间任意选择。

## 联赛日程

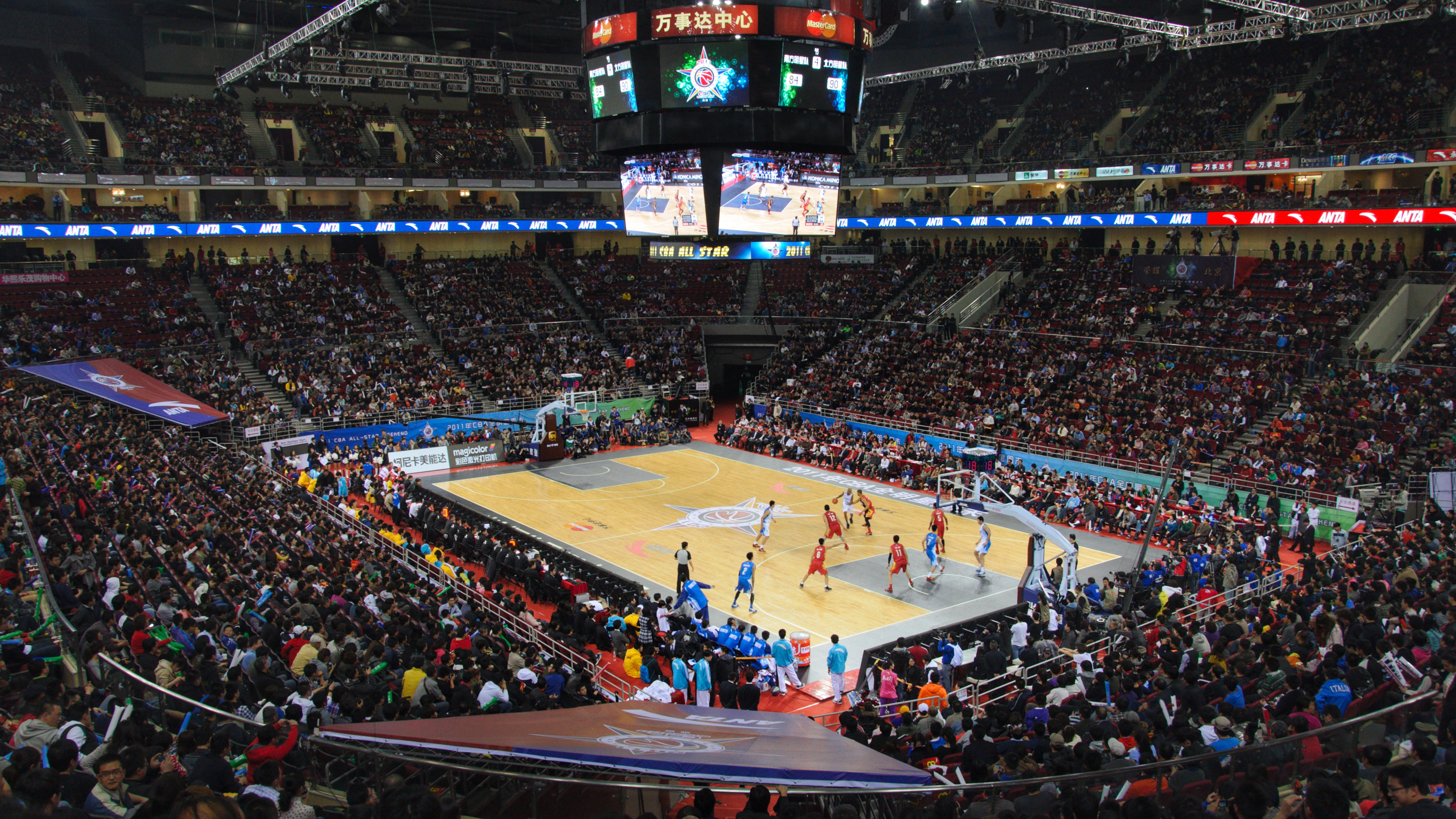
2011年全明星周末正赛现场

中国男子篮球职业联赛采用常规赛加季后赛的比赛模式，之前分南北区时各区前4进季后赛，现在统一采取总成绩前8名进入季后赛。季后赛采用淘汰赛制，四分之一决赛和半决赛采用五场三胜制，总决赛采用七场四胜制。而从2016-17赛季开始，半决赛也采取七场四胜制。从2017-18赛季开始，1至6名球队直接进入季后赛第二阶段，7至10名需额外进行附加赛；附加赛采取三场两胜制，最终将有两支球队进入季后赛下一阶段。2018-19赛季开始，常规赛增加到46轮，20支球队按照上赛季成绩被分成4个小组，每组5支球队，同组球队之间进行主客场四循环比赛，不同组之间的球队进行主客场双循环比赛；季后赛第一阶段改为12进8，常规赛前四名直接晋级第二阶段，5-12名的球队将进行相互的淘汰赛，采取三场两胜制，最终有四支球队进入第二阶段。
另外，在早期的CBA联赛中，有降级制度，一般来说联赛的最后4名要打循环赛淘汰2队，将其降至甲B联赛。
CBA在赛季中举办全明星周末系列活动，包括全明星赛、星锐赛、扣篮大赛、三分球大赛和技巧大赛比赛。

## 外援制度
1995年，浙江中欣队聘请了来自乌兹别克斯坦的米哈依尔·萨芬科夫，这是CBA历史上首位外籍球员。1996年各队纷纷开始聘请外援，每支球队被允许拥有两名外援。1998-99赛季开始实行外援4节4人次，之后改为了4节5人次。
2008年CBA在外援制度上做了重大变革，改变了以往统一选秀制度，允许各队自由挑选外援，并且不再限制外援上场时间。但其他球队对上八一队时还是采取4节5人次。另外，联赛后四名的球队加上新加入CBA的天津队和青岛队还允许挑选一名亚洲籍外援。
2014-15赛季CBA联赛，各支参赛队仍然允许注册两名外籍球员，上赛季排名第13-18名的球队和新参加联赛的两支球队共8支球队可以额外注册一名亚洲外援。在整个赛季期间各参赛队可以更换外籍球员3人次，其中常规赛允许更换2人次，季后赛允许更换1人次。联赛期间被更换掉的外籍球员不能在本赛季中代表其他球队参赛。
外籍球员参赛仍然实行2人4节6人次，但第四节只能上场一人次；亚洲外援等同于国内球员，参赛人次不受限制；与没有注册外籍球员的队伍（即全华班）比赛时执行外籍球员2人4节5人次，第四节只能上场一人次。有资格注册使用亚洲外援的球队，如不注册亚洲外援，可增加外援上场1人次，即执行2人4节7人次。球队注册过亚洲外援的，将失去执行非亚洲外援2人4节7人次的资格。
从2018-19赛季起，可以引进亚洲外援的球队范围被进一步缩小到联赛倒数两名的球队，也就是只有第19名与第20名的球队，才能引进亚洲外援。此外在亚洲外援的使用时间方面，从2018-19赛季起也发生变动。联赛使用外援的频次保持2人4节6人次，其中所有球队末节都只能使用1人次的外援。值得注意的是，亚洲外援包含在内，也就是说拥有亚洲外援的球队如果末节使用亚洲外援，就不能使用其他的外援了。这意味着，拥有亚洲外援的球队，只在前三节可以无限使用。
自2020-21赛季起，外籍球员政策发生了很大变化，首先是取消亚洲外援政策；其次是大幅削减外籍球员的上场时间至4节4人次、每节最多一人次，但上一赛季末四名可放宽为4节5人次、末节最多一人次。而与此同时，一支球队同时可注册的外籍球员数由2个增至4个，惟每场比赛的12人名单内最多只得包含其中两个；常规赛阶段更换注册外援的次数限制亦获取消，但进入季后赛的球队自季后赛开赛起不可更换注册外援。
从2024-25赛季起，外籍球员政策发生了一些变化：外援使用政策调整为4节7人次，前3节每节最多2人次，第4节最多1人次。

## 参赛球队
1995年CBA联赛（甲A联赛）创办时为12支球队参加，每年联赛最后两名降入甲B，而甲B联赛的前两名升入甲A。2001年来自台湾的新浪籃球隊加入CBA，2002年香港飞龙队也加入到CBA的行列。但一年之后这两支球队都退出CBA联赛。CBA从2004年开始取消升降级制，并在2005年开始转而采取准入制。之后先后有东莞新世纪（2005年）、浙江广厦（2006年）、天津荣钢、青岛双星（2008年）、四川金强（2013年）、江苏同曦、重庆翱龙（2014年）通过准入制进入CBA。2009-10赛季，云南奔牛因未达到准入制度相关标准，该赛季参赛资格被取消。2020年10月，中国篮球协会宣布八一火箭退出联赛。2021-22賽季，寧波富邦俱樂部繼承了原八一男籃的中國男子籃球職業聯賽（CBA）參賽資格，首次參加CBA聯賽。目前CBA共有20支球队参赛。
| 俱乐部               | 球队         | 加入CBA | 城市                            | 球馆                                      |
| -------------------- | ------------ | ------- | ------------------------------- | ----------------------------------------- |
| 北京首钢霹雳鸭       | 北京北汽     | 1995年  | 北京市                          | 华熙LIVE·五棵松 首都体育馆                |
| 北京紫禁勇士         | 北京控股     | 2014年  | 北京市                          | 国家奥林匹克体育中心体育馆                |
| 福建鲟浔兴           | 福建晋江文旅 | 2004年  | 福建省泉州市晋江市              | 祖昌体育馆                                |
| 广东宏远华南虎       | 广东东阳光   | 1995年  | 广东省东莞市                    | 东莞银行篮球中心                          |
| 广州龙狮             | 广州朗肽海本 | 2001年  | 广东省广州市                    | 广州天河体育馆                            |
| 江苏龙肯帝亚         | 江苏肯帝亚   | 1995年  | 江苏省南通市 江苏省镇江市丹阳市 | 南通体育会展中心体育馆 丹阳市体育馆       |
| 吉林九台农商行东北虎 | 九台农商银行 | 1998年  | 吉林省长春市                    | 长春市体育馆                              |
| 辽宁沈阳三生飞豹     | 辽宁本钢     | 1995年  | 辽宁省沈阳市                    | 辽宁体育馆                                |
| 南京同曦大圣         | 南京头排苏酒 | 2014年  | 江苏省南京市                    | 五台山体育中心双沟珍宝坊体育馆            |
| 宁波富邦火箭         | 宁波町渥     | 2021年  | 浙江省宁波市                    | 宁波市体育发展中心体育馆                  |
| 青岛国信海天雄鹰     | 青岛国信制药 | 2008年  | 山东省青岛市                    | 青岛体育中心国信体育馆                    |
| 山东高速麒麟         | 山东高速     | 1995年  | 山东省济南市                    | 山东高速大球馆                            |
| 山西汾酒猛龙         | 山西汾酒     | 2006年  | 山西省太原市                    | 山西体育中心体育馆                        |
| 上海久事大鲨鱼       | 上海久事     | 1996年  | 上海市                          | 上海体育馆                                |
| 深圳新世纪烈豹       | 深圳马可波罗 | 2005年  | 广东省深圳市                    | 深圳市体育中心体育馆                      |
| 四川锦城蓝鲸         | 四川丰谷酒业 | 2013年  | 四川省成都市                    | 温江金强国际赛事中心                      |
| 天津荣钢先行者       | 天津先行者   | 2008年  | 天津市                          | 东丽体育馆                                |
| 新疆广汇飞虎         | 新疆伊力特   | 2002年  | 新疆维吾尔自治区 乌鲁木齐市     | 乌鲁木齐奥林匹克体育中心天山雪莲体育馆    |
| 浙江稠州金牛         | 浙江稠州金租 | 1995年  | 浙江省绍兴市 浙江省金华市义乌市 | 中国轻纺城体育中心体育馆 义乌市梅湖体育馆 |
| 浙江广厦雄狮         | 浙江方兴渡   | 2006年  | 浙江省杭州市                    | 黄龙体育中心体育馆                        |

### 曾经参加过的球队
| 球队           | 年份                                                                               |
| -------------- | ---------------------------------------------------------------------------------- |
| 广州军区       | 1995年参加了CBA职业联赛前身——全国男篮八强赛，降级后解散。                          |
| 前卫猎豹       | 1995－1996年。另：1999－2000年与北京奥神合并为前卫奥神，次年两队分离，后撤编解散。 |
| 空军中国联航   | 1995－1998年。后撤编、解散。                                                       |
| 南京军区       | 1995－1996年、1999－2000年。后解散。                                               |
| 沈阳军区       | 1995－1998年、2000－2001年。为浙江广厦队前身。                                     |
| 济南军区       | 1995－1999年、2000－2001年。为青岛双星队前身。                                     |
| 八一南昌       | 1995－2020年。2020年10月退出联赛。                                                 |
| 四川熊猫       | 1996－1999年。后被四川金强收购，并于2013年重返CBA。                                |
| 北京奥神       | 1998－2004年。后参加美国ABA联赛和WCBL联赛，现解散。                                |
| 湖北美尔雅     | 1999－2000年。现参加全国男子篮球联赛（NBL）。                                      |
| 深圳润迅易康   | 2001－2002年。后解散。                                                             |
| 新浪狮（台商） | 2001－2003年。后称明基新浪狮（台商），现为台湾SBL的璞园建筑篮球队。                |
| 香港飞龙       | 2002－2003年。后解散。                                                             |
| 云南红河       | 2004－2009年。2010年9月被取消联赛注册资格                                          |

## 历届联赛冠亚军以及总冠军教练
| 年份        | 总冠军           | 总比分 | 亚军       | 总冠军教练                           |
| ----------- | ---------------- | ------ | ---------- | ------------------------------------ |
| 1995-96赛季 | 八一火箭（1）    | 2-0    | 广东华南虎 | 王非                                 |
| 1996-97赛季 | 八一火箭（2）    | 2-0    | 辽宁猎人   | 王非                                 |
| 1997-98赛季 | 八一火箭（3）    | 3-0    | 辽宁猎人   | 王非                                 |
| 1998-99赛季 | 八一火箭（4）    | 3-0    | 辽宁猎人   | 王非                                 |
| 1999-00赛季 | 八一火箭（5）    | 3-0    | 上海大鲨鱼 | 张斌                                 |
| 2000-01赛季 | 八一火箭（6）    | 3-1    | 上海大鲨鱼 | 王非                                 |
| 2001-02赛季 | 上海大鲨鱼（1）  | 3-1    | 八一火箭   | 李秋平                               |
| 2002-03赛季 | 八一火箭（7）    | 3-1    | 广东华南虎 | 阿的江·苏莱曼                        |
| 2003-04赛季 | 广东华南虎（1）  | 3-1    | 八一火箭   | 李春江                               |
| 2004-05赛季 | 广东华南虎（2）  | 3-2    | 江苏龙     | 李春江                               |
| 2005-06赛季 | 广东华南虎（3）  | 4-1    | 八一火箭   | 李春江                               |
| 2006-07赛季 | 八一火箭（8）    | 4-1    | 广东华南虎 | 阿的江·苏莱曼                        |
| 2007-08赛季 | 广东华南虎（4）  | 4-1    | 辽宁盼盼   | 李春江                               |
| 2008-09赛季 | 广东华南虎（5）  | 4-1    | 新疆飞虎   | 李春江                               |
| 2009-10赛季 | 广东华南虎（6）  | 4-1    | 新疆飞虎   | 李春江                               |
| 2010-11赛季 | 广东华南虎（7）  | 4-2    | 新疆飞虎   | 李春江                               |
| 2011-12赛季 | 北京鸭（1）      | 4-1    | 广东华南虎 | 闵鹿蕾                               |
| 2012-13赛季 | 广东华南虎（8）  | 4-0    | 山东金狮   | 杜锋 尤纳斯·卡兹劳斯卡斯 (执行教练） |
| 2013-14赛季 | 北京鸭（2）      | 4-2    | 新疆飞虎   | 闵鹿蕾                               |
| 2014-15赛季 | 北京鸭（3）      | 4-2    | 辽宁飞豹   | 闵鹿蕾                               |
| 2015-16赛季 | 四川蓝鲸（1）    | 4-1    | 辽宁飞豹   | 杨学增                               |
| 2016-17赛季 | 新疆飞虎（1）    | 4-0    | 广东华南虎 | 李秋平                               |
| 2017-18赛季 | 辽宁飞豹（1）    | 4-0    | 浙江猛狮   | 郭士强                               |
| 2018-19赛季 | 广东华南虎（9）  | 4-0    | 新疆飞虎   | 杜锋                                 |
| 2019-20赛季 | 广东华南虎（10） | 2-1    | 辽宁飞豹   | 杜锋                                 |
| 2020-21赛季 | 广东华南虎（11） | 2-1    | 辽宁飞豹   | 杜锋                                 |
| 2021-22赛季 | 辽宁飞豹（2）    | 4-0    | 浙江猛狮   | 楊鳴                                 |
| 2022-23赛季 | 辽宁飞豹（3）    | 4-0    | 浙江金牛   | 楊鳴                                 |
| 2023-24赛季 | 辽宁飞豹（4）    | 4-0    | 新疆廣匯   | 楊鳴                                 |
| 2024-25赛季 | 浙江猛狮（1）    | 4-2    | 北京鸭     | 王博                                 |

## CBA纪录

### 个人单场纪录
| 项目     | 球员            | 所在球队         | 数据     | 比赛                               | 时间          |
| -------- | --------------- | ---------------- | -------- | ---------------------------------- | ------------- |
| 得分     | 埃里克·麦科勒姆 | 浙江稠州         | 82分     | 浙江稠州 119：129 广东宏远         | 2014-2015赛季 |
| 篮板     | 盖茨            | 广州龙狮         | 38个     | 广州龙狮 139：88 深圳润迅易康      | 2001-2002赛季 |
| 助攻     | 李群            | 广东宏远         | 28次     | 广东宏远 110：101 南京军区         | 1999-2000赛季 |
| 抢断     | 张勇军          | 广东宏远         | 13次     | 八一富邦 109：81 广东宏远          | 1996-1997赛季 |
| 抢断     | 鞠维松          | 山东高速         | 13次     | 山东金狮 84：70 前卫               | 1995-1996赛季 |
| 抢断     | 胡雪峰          | 江苏肯帝亚       | 13次     | 江苏南钢 135：108 吉林九台农商银行 | 2004-2005赛季 |
| 盖帽     | 姚明            | 上海东方         | 13个     | 吉林九台农商银行 126：118 上海东方 | 2000-2001赛季 |
| 盖帽     | / 赫维·拉米扎纳 | 天津荣钢         | 13个     | 天津荣钢 113:108 福建浔兴          | 2009-2010赛季 |
| 盖帽     | 肖恩·威廉姆斯   | 福建浔兴         | 13个     | 福建浔兴 101:94 吉林九台农商银行   | 2009-2010赛季 |
| 三分     | 莱昂·罗杰斯     | 吉林九台农商银行 | 15个     | 吉林九台农商银行 124：110 山西汾酒 | 2008-2009赛季 |
| 扣篮     | 詹姆斯·郝吉斯   | 辽宁飞豹         | 10个     | 辽宁衡润 95：85 山东高速           | 1998-1999赛季 |
| 扣篮     | 易建联          | 广东宏远         | 10个     | 广东宏远 122：98 北京首钢          | 2014-2015赛季 |
| 出场时间 | 巴赫拉米        | 福建浔兴         | 67分17秒 | 福建浔兴 178：177 浙江稠州         | 2013-2014赛季 |

- 截止至2017年7月16日

### 个人单赛季纪录
| 项目 | 球员              | 所在球队   | 数据   | 赛季        |
| ---- | ----------------- | ---------- | ------ | ----------- |
| 得分 | 乔纳森·吉布森     | 青岛双星   | 1511分 | 2015-16赛季 |
| 篮板 | / 奥卢米德·奥德杰 | 北京首钢   | 727个  | 2004-05赛季 |
| 助攻 | 胡雪峰            | 江苏肯帝亚 | 325次  | 2004-05赛季 |
| 抢断 | 胡雪峰            | 江苏肯帝亚 | 246次  | 2004-05赛季 |
| 盖帽 | 姚明              | 上海东方   | 126个  | 1999-00赛季 |
| 三分 | 莱斯特·哈德森     | 辽宁飞豹   | 209个  | 2016-17赛季 |
| 扣篮 | 易建联            | 广东宏远   | 156个  | 2014-15赛季 |

- 截止至2017年7月16日

### 个人联赛纪录
| 项目   | 球员          | 数据    |
| ------ | ------------- | ------- |
| 总得分 | 萊斯特·哈德森 | 11842分 |
| 总篮板 | 孟克·巴特尔   | 4978个  |
| 总助攻 | 胡雪峰        | 2614次  |
| 总抢断 | 胡雪峰        | 1781个  |
| 总盖帽 | 王治郅        | 852个   |
| 总三分 | 朱芳雨        | 1621个  |
| 总扣篮 | 易建联        | 925个   |

- 截止至2017年7月16日

### 球队纪录
| 项目               | 球队                       | 数据  | 比赛                                       | 时间                 |
| ------------------ | -------------------------- | ----- | ------------------------------------------ | -------------------- |
| 最悬殊比分         | 八一火箭／南京部队         | 79分  | 八一火箭 163:84 南京军区                   | 1999-2000赛季        |
| 单场得分最高       | 福建泉州银行               | 178分 | 福建泉州银行 178:177 浙江稠州银行          | 2013-2014赛季        |
| 单场得分最低       | 浙江万马                   | 45分  | 山东金狮 71:45 浙江万马                    | 1995-1996赛季        |
| 双方单场得分和最多 | 福建泉州银行／浙江稠州银行 | 355分 | 福建泉州银行 178:177 浙江稠州银行（5加时） | 2013-2014赛季        |
| 双方单场得分和最低 | 上海大鲨鱼／浙江万马       | 107分 | 上海大鲨鱼 53:54 浙江万马                  | 1997-1998赛季        |
| 单场篮板最多       | 浙江万马                   | 71个  | 上海大鲨鱼 vs 浙江万马                     | 1998-1999赛季        |
| 单场篮板最多       | 江苏龙                     | 71个  | 江苏龙 vs 湖北美尔雅                       | 1999-2000赛季        |
| 单场三分最多       | 八一火箭                   | 23个  | 八一火箭 vs 山东金狮                       | 1999-2000赛季        |
| 单场助攻最多       | 江苏龙                     | 35个  | 江苏龙 vs 济南军区                         | 1998-1999赛季        |
| 单场助攻最多       | 广东华南虎                 | 35个  | 广东华南虎 vs 上海大鲨鱼                   | 2003-2004赛季 第17轮 |
| 单场助攻最多       | 辽宁猎人                   | 35个  | 辽宁猎人 vs 山东金狮                       | 1995-1996赛季        |
| 单场助攻最多       | 辽宁猎人                   | 35个  | 辽宁猎人 vs 香港飞龙                       | 2002-2003赛季 第22轮 |
| 单场阻攻最多       | 浙江万马                   | 17个  | 浙江万马 vs 山东金狮                       | 2001-2002赛季 第14轮 |
| 单场扣篮最多       | 广东华南虎                 | 14个  | 广东华南虎 vs 上海大鲨鱼                   | 2002-2003赛季 第22轮 |
| 单场抢断最多       | 空军                       | 33个  | 辽宁猎人 vs 空军                           | 1996-1997赛季        |
| 单场抢断最多       | 辽宁猎人                   | 33个  | 辽宁猎人 vs 山东金狮                       | 1996-1997赛季        |
| 单场加时最多       | 福建中华鲟/浙江金牛        | 5个   | 福建中华鲟 vs 浙江金牛                     | 2013-2014赛季 第31轮 |

- 截止至2014年2月10日

### 相关联赛
- 全国男子篮球联赛
- 中国大学生篮球联赛
- 中国女子篮球甲级联赛
- 中国男子篮球职业联赛杯

### 著名球员
| 標準 |
| --- |
| 球員須符合以下至少一項標準： - 創下一項球隊紀錄或在隊時曾獲得一座個人獎項。 - 曾代表國家隊出賽至少一場正式國際比賽。 - 曾出賽至少一場NBA正式比賽。 |

| - 胡卫东 （1985-2005） - 孙军 （1985-2005） - 巩晓彬 （1988-2003） - 范斌 （1991-2004） - 张敬东 （1991-2004） - 李楠（1994-2009） - 孟克·巴特尔 （1994-2002、2005-2007、2008-2013） - 郑武 （1995-2004） - 刘玉栋 （1995-2005、2007-2010） - 王治郅 （1995-2001、2006-2015） - 姚明 （1997-2002） - 刘炜 （1997-2019） - 积臣 （1998-2001、2002-2009） - 唐正东 （1998-2018） - 杜锋 （1999-2012） - 胡雪峰 （1999-2017） - 朱芳雨 （1999-2016） - 王仕鹏 （1999-2016） - 孙悦 （2000-2004、2013-2021） - 盖茨·约瑟夫 （2001-2005） | - 莫科 （2001-2011） - 易建联 （2002-2007、2011、2012-2023） - 洛伦索·科尔曼 （2003-2007） - 奥卢米德·奥德杰 （2004-2005、2007-2010、2011-2012） - 易立 （2004-2020） - 安东尼·迈尔斯（2005-2006） - 陈江华 （2006-） - 麦克·哈里斯 （2007-2009、2010-2017） - 苏伟 （2007-2022） - 赵泰隆 （2007-2022） - 邦奇·威尔斯 （2008-2009） - 西热力江 （2008-） - 李根 （2008-2022） - 吉喆 （2008-2018） - 斯马什·帕克 （2009-2010） - 赛义德·阿巴斯 （2009-2015） - 张兆旭 （2009-2023） - 林志傑 （2009-2019） - 史蒂夫·弗朗西斯 （2010） - 里基·戴维斯 （2010） | - 昆西·杜比 （2010-2011、2012-2014） - 李学林 （2010-2014、2015-2018） - 郭艾伦 （2010-） - 李慕豪 （2010-） - 兰多夫·莫里斯（2010-2018） - 斯蒂芬·马布里 （2010-2018） - 肯杨·马丁 （2011） - J·R·史密斯 （2011-2012） - 威尔森·钱德勒 （2011-2012） - 阿伦·布鲁克斯 （2011-2012） - 莱斯特·哈德森 （2011、2012-） - 丁彦雨航 （2011-） - 翟晓川 （2011-） - 特雷西·麦格雷迪 （2012-2013） - 吉尔伯特·阿里纳斯 （2012-2013） - 沃恩·韦弗 （2012-2013、2014-2016、2017-2018） | - 王哲林 （2012-） - 尤金·杰特 （2012-2020） - 哈米德·哈达迪 （2013-2023） - 慈善·世界和平 （2014） - 周琦 （2014-） - 安德雷·布拉奇 （2014-2019） - 迈克尔·比斯利 （2014-2016、2019） - 威尔·拜纳姆 （2014-2016） - 伊曼纽尔·穆迪埃 （2014-2015） - 托尼·道格拉斯 （2014-2015） - 林書豪（2019-2020、2021-2022） |

## 季后赛以及最终排名算法
1. 进入季后赛的球队，如果落败切按照常规赛排名更高者来定夺最终排名。
例子1：常规赛期间北京首钢、上海久事、浙江广厦控股、广东东莞大益获得第五、六、七、八名。
例子2：季后赛期间北京首钢、上海久事、浙江广厦控股、广东东莞大益落败。
例子3：由于北京首钢常规赛排名更高所以排第5名。上海久事、浙江广厦控股、广东东莞大益则分别获得第五、六、七、八名。

## 联赛鞋服供应赞助商
- 安踏（2004/05赛季 – 2011/12赛季）
- 李宁（2012/13赛季 – 现在）

## 电视及网络转播权
电视端部分，中央广播电视总台会面向全国直播部分场次比赛，各球队主场所在地的广播电视台也会在地面频道直播本地球队的赛事。
网络端部分，中国移动咪咕视频（含移动高清）提供全部场次赛事直播。
自2023-2024赛季起，每周四的常规赛仅通过新媒体平台（即咪咕视频）直播，央视及地方台仅能在比赛结束后录像播出每周四的比赛。